# Історичний квартал (Агура-Гіллз)

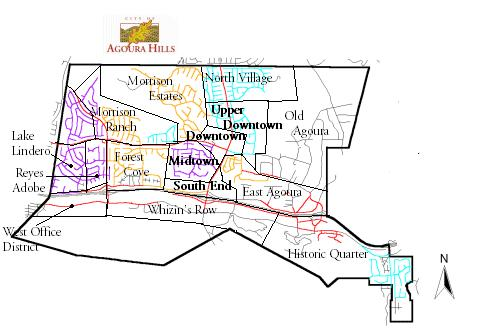
Мапа районів Агура-Гіллз

Історичний квартал— південно-східний район міста Агура-Гіллз, на південь від автостради Вентура (101) у західній частині округу Лос-Анджелес, Каліфорнія.
Історичний квартал складається з двох частин — будівель уздовж на південь від Агура-роуд, в минулому головна вулиця міста, а також забудови Корнелл-роуд на півночі до Агура-роуд та на півдні, які були побудовані в більш сучасному стилі.
Будинки цього району побудовані в стилі, який поєднує в собі американський містечок та сільську архітектуру. З вищих частин району відкривається вид на решту пагорбів Агура та пагорбів Сімі на півночі. Відкриття клубу, ресторанів та історичного театру «Blue Star Playhouse» оновило район до минулої жвавості на вулицях. Розширилося будівництво нових офісних приміщень, що також змінило даний район.

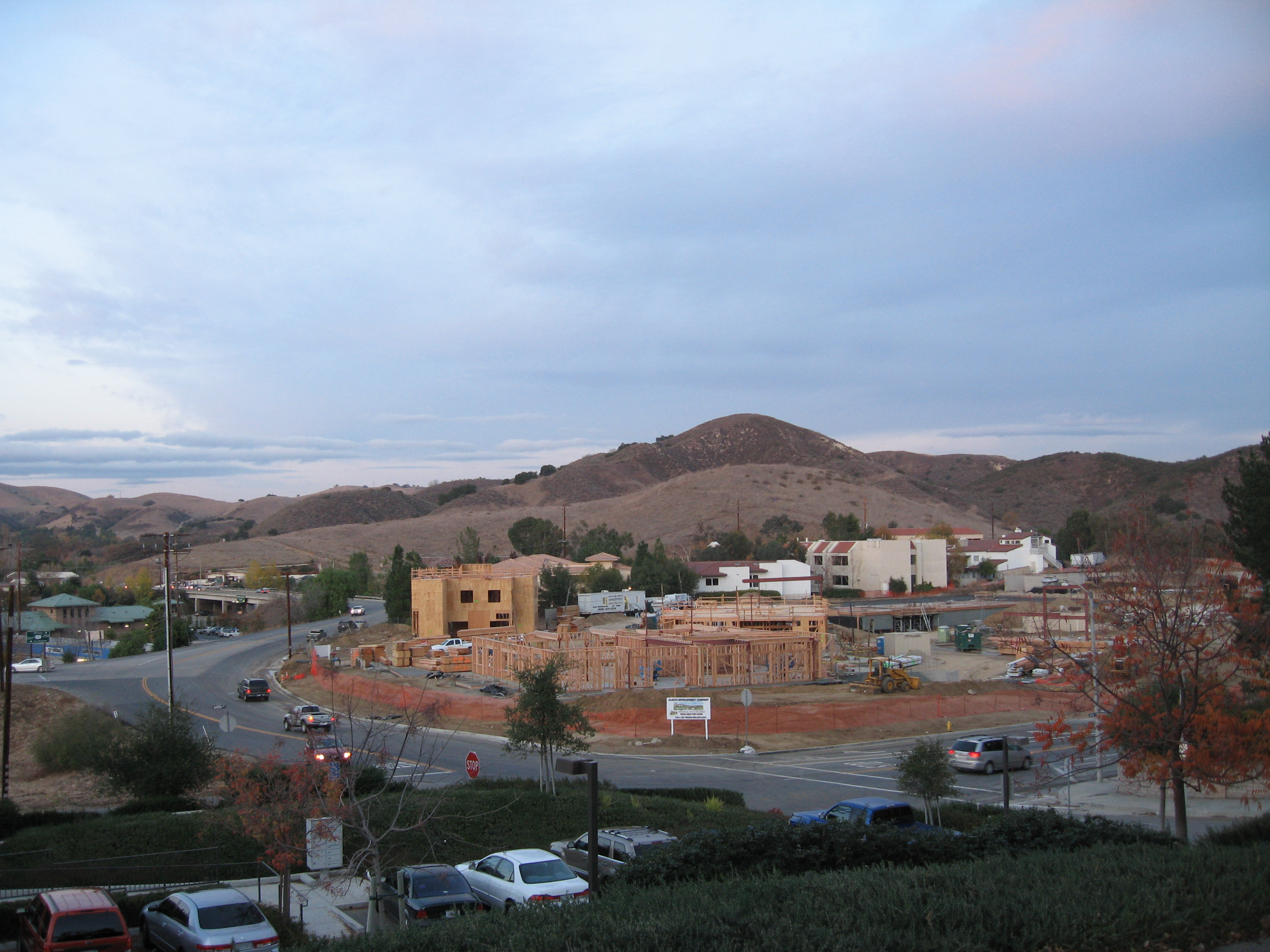
Будівництво малоповерхових офісних будівель в історичному кварталі на фоні пагорбів Сімі.